# 齋藤陽道
齋藤 陽道（さいとう はるみち、1983年9月3日 - ）は、日本の男性写真家、エッセイスト、障害者プロレスラー。

## 人物
東京都出身。先天性の感音性難聴を持って生まれる。小・中学校はろう学校ではなく一般の学校に通っていたが、中学卒業後は東京都立石神井ろう学校（現・東京都立中央ろう学校）に進学。卒業後、2年間の社会人生活を経て、大阪の写真専門学校に入学するが中退。
2007年、障害者プロレス団体「ドッグレッグス」に所属し、陽ノ道（ひのみち）のリングネームでプロレスラーとして活動。2009年には長らく無差別級世界王者の座を守ってきた鶴園誠からその座を奪った。なお、2016年にその鶴園に判定負けし、再度王者の座を明け渡している。
2009年にキヤノン写真新世紀で飯沢耕太郎より佳作賞を受賞。2010年にキャノン写真新世紀で佐内正史より優秀賞を受賞。2014年に日本写真協会新人賞を受賞。2019年に『感動、』で木村伊兵衛写真賞最終候補。
俳優・窪田正孝の写真集やバンド・Mr.Children、SEKAI NO OWARI、クラムボン、森山直太朗といったアーティストなどの写真やPVなどの撮影の他、ろう者である自身の体験をつづったエッセイも発表している。妻の盛山麻奈美も齋藤と同じくろうの写真家である。夫妻には二児がおり、聴覚障害を持っていないCODAだが手話を第一言語として育っている。
2020年には、齋藤が主演のドキュメンタリー映画『うたのはじまり』がシアター・イメージフォーラム（渋谷）などで全国順次公開された。
2022年には、『おかあさんといっしょ』（NHK Eテレ）のエンディングテーマ「きんらきら ぽん」の作詞を担当した。同曲には、振り付けの一部に手話を取り入れられている。

## 著書

### エッセイ
- 『それでもそれでもそれでも』（2017年、ナナロク社） ISBN 978-4904292754
- 『声めぐり』（2018年、晶文社） ISBN 978-4794970305
- 『異なり記念日』（2018年、医学書院） ISBN 978-4260036290
- 『病と障害と、傍らにあった本。』（2020年、里山社）ISBN 978-4907497125
- 『よっちぼっち 家族四人の四つの人生』（2023年、暮らしの手帖社）ISBN 978-4766002379
- 『NHK出版 学びのきほん つながりのことば学』（2025年、NHK出版）ISBN 978-4144073304

### 写真集
- 『感動』（2011年、赤々舎） ISBN 978-4903545752
- 『写訳 春と修羅』（2015年、ナナロク社） ISBN 4904292510
- 『窪田正孝 × 写真家・齋藤陽道 フォトブック「マサユメ」』（2018年、SDP）ISBN 978-4906953646
- 『感動、』（2019年、赤々舎） ISBN 978-4865411041
- 『Vreath -Documentary of 窪田正孝 in エール-』（2020年、SDP）ISBN 978-4906953950
- 『齋藤陽道と歩く。荻窪Titleの三日間 (幻冬舎plus＋)』（2020年、幻冬舎）Kindle版

### その他
- 『育児まんが日記　せかいはことば』マンガ（2022年、ナナロク社）ISBN 978-4867320129
- 『日本国憲法』　写真（2022年、港の人）ISBN 978-4896294064
- 『ゆびのすうじ　へーんしん』絵本（2023年、アリス館）ISBN 978-4752010371

## 出演

### テレビ番組
- ろうを生きる 難聴を生きる（2013年1月16日、NHK Eテレ）[15]

### 映画
- うたのはじまり（2020年2月22日公開、SPACE SHOWER FILMS、監督：河合宏樹）